# Leptogium isidiosellum
Leptogium isidiosellum är en lavart som först beskrevs av Riddle, och fick sitt nu gällande namn av Sierk. Leptogium isidiosellum ingår i släktet Leptogium och familjen Collemataceae.   Inga underarter finns listade i Catalogue of Life.